# 斯維亞捷茨湖
55°29′54″N 31°48′50″E / 55.4983°N 31.8139°E
斯維亞捷茨湖（俄语：Святец），是俄羅斯的湖泊，位於該國西部斯摩棱斯克州，由傑米多夫斯基區負責管轄，面積0.002平方公里，海拔高度172.8米，集水區面積25平方公里，平均水深2.4米，最大水深6.5米。